# Suzuki Xbee
Suzuki Xbee (яп. スズキ・クロスビー, Suzuki Kurosubī) (вимовляється "Crossbee") ― кросовер, що виробляється японською компанією Suzuki з 2017 року.

## Опис
Xbee був представлений на автосалоні в Токіо 2017 року. 
Хоч Xbee і схожий на менший Hustler, але використовує іншу платформу HEARTECT.
Xbee доступний лише з м'якою гібридною силовою установкою, що поєднується з 6-ступінчастою автоматичною коробкою передач з підрульовими перемикачами. 
Повнопривідна модель також оснащена системою контролю спуску з пагорба, яка обмежує швидкість до 7 км/год, коли вона ввімкнена.
Злегка оновлена модель була представлена 13 липня 2022 року. 
Ця модель отримала оновлені легкосплавні диски та передню решітку з центральною подвійною хромованою смугою, а також змінилися кольори та дещо змінилися рівні оснащення. 

З грудня 2023 року, відповідно до нових законодавчих вимог, Xbee почали оснащувати камерою заднього виду.

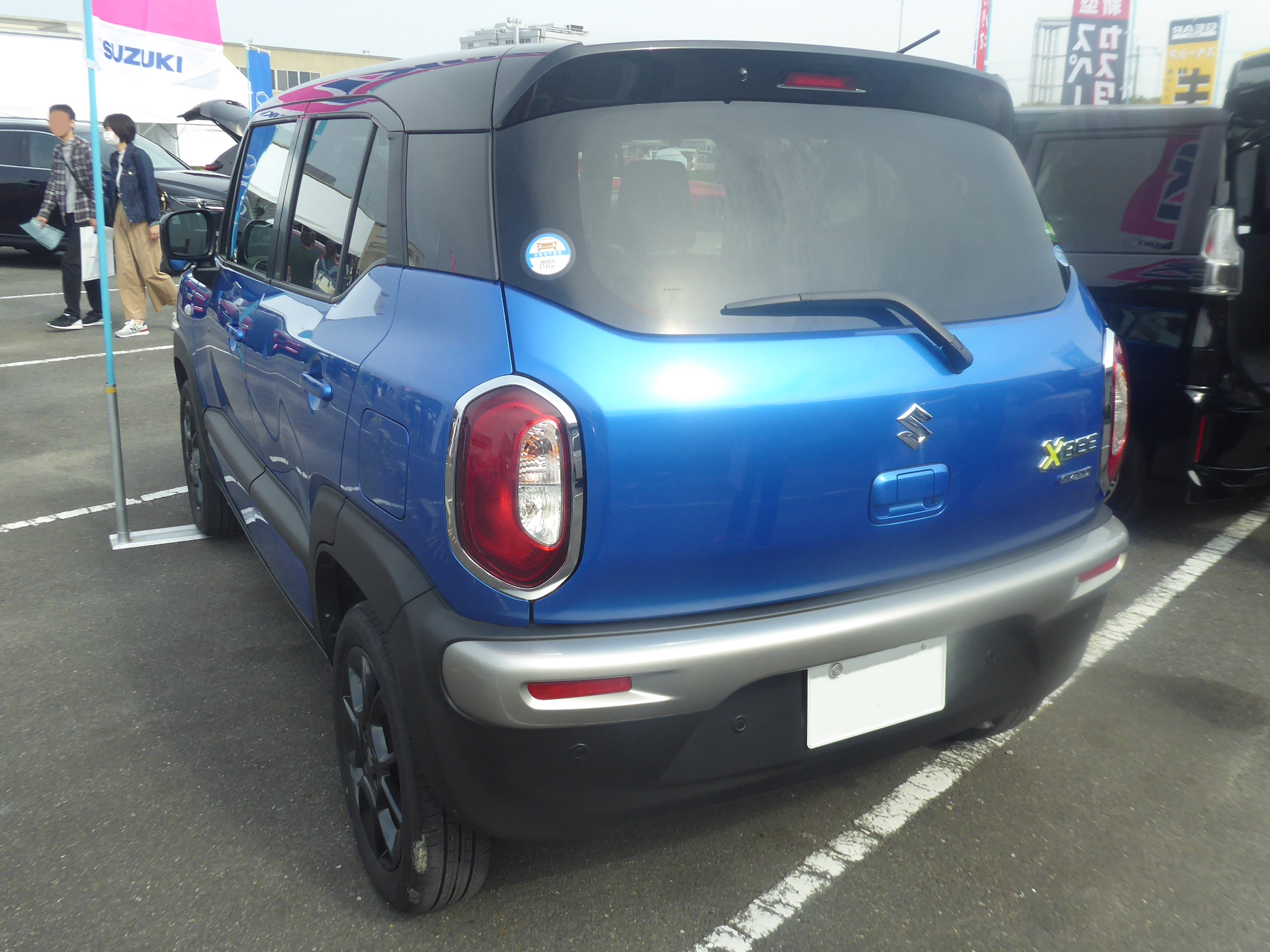
Suzuki Xbee (2017-2022)
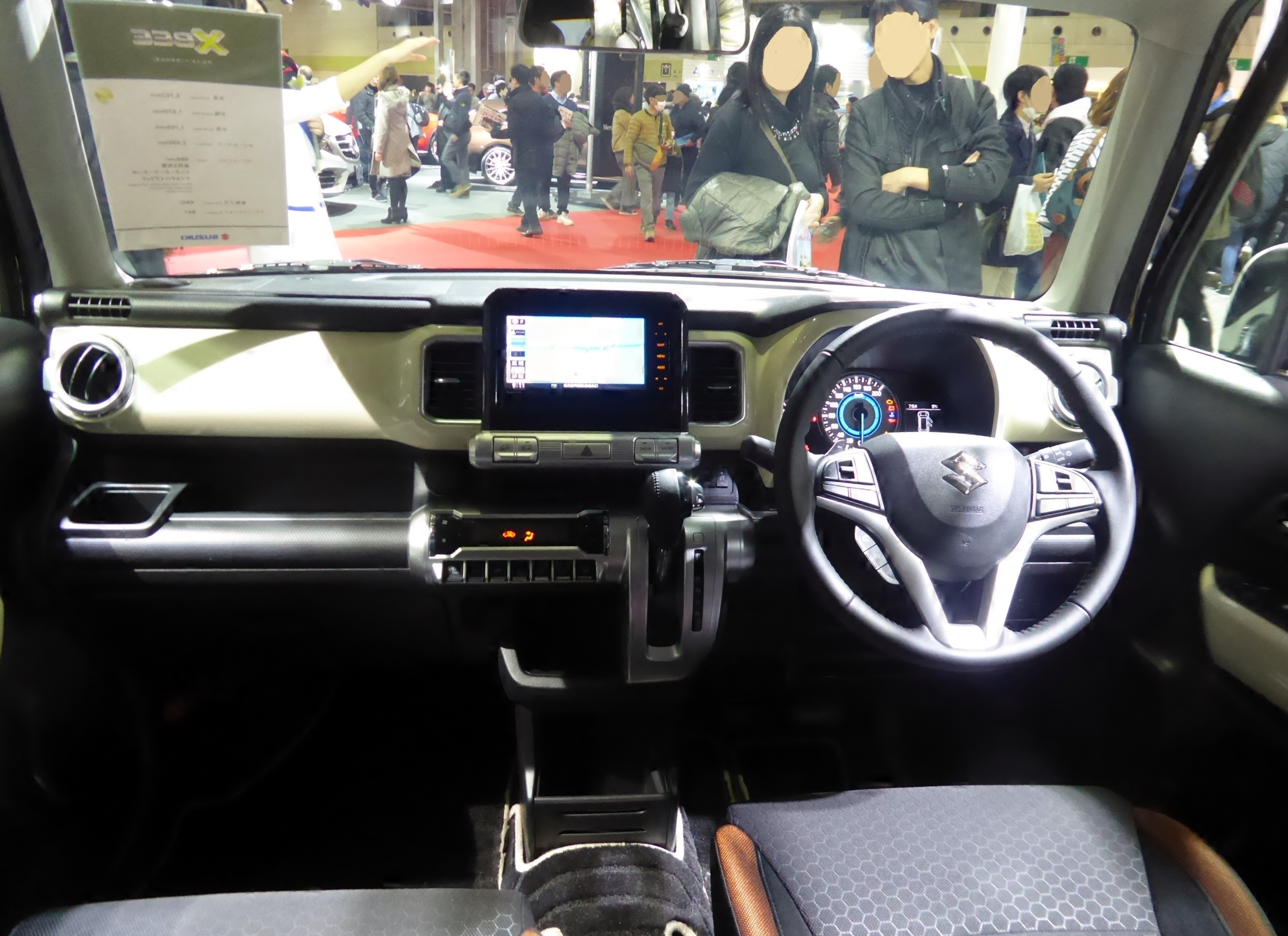
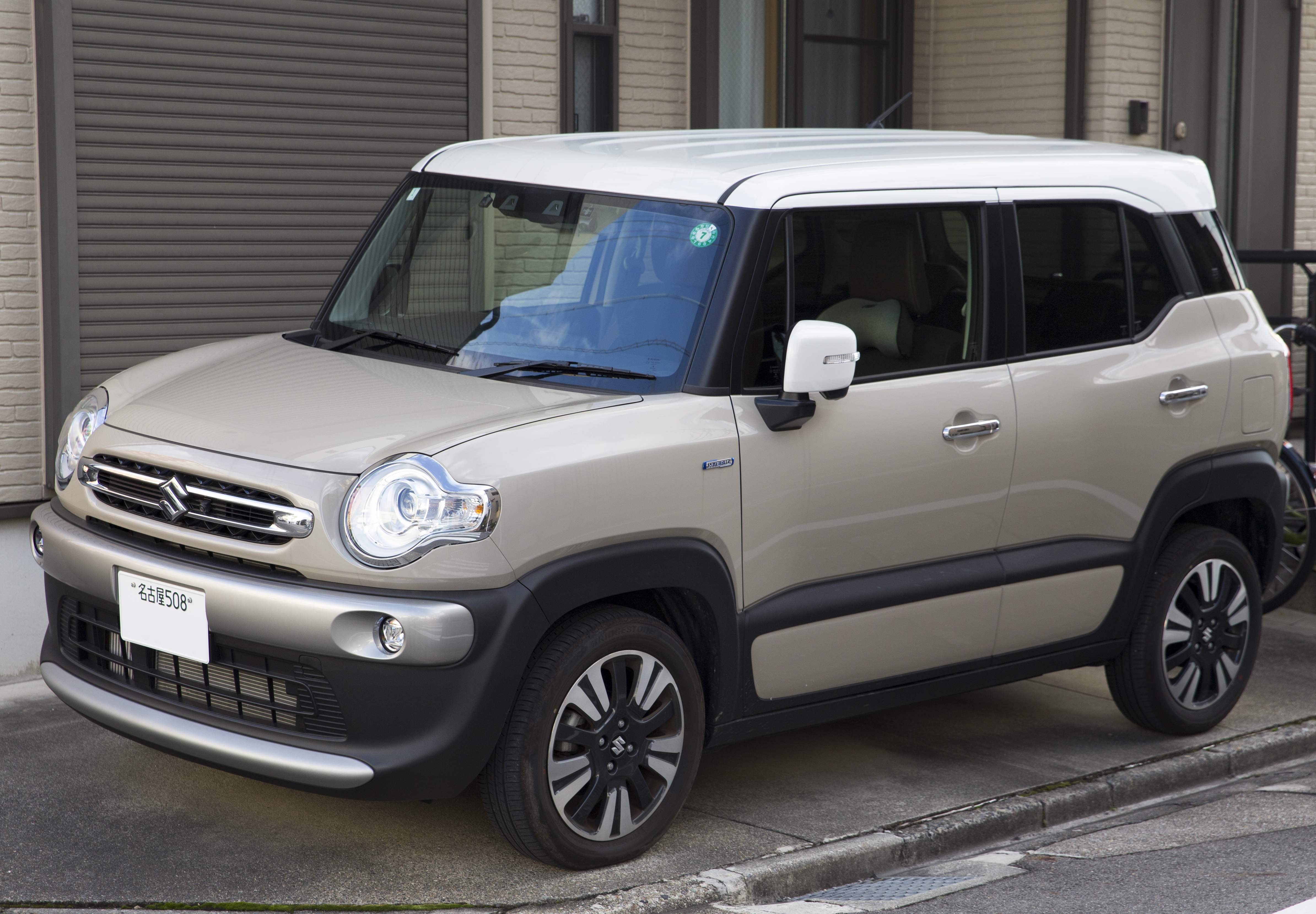
Suzuki Xbee (з 2022)
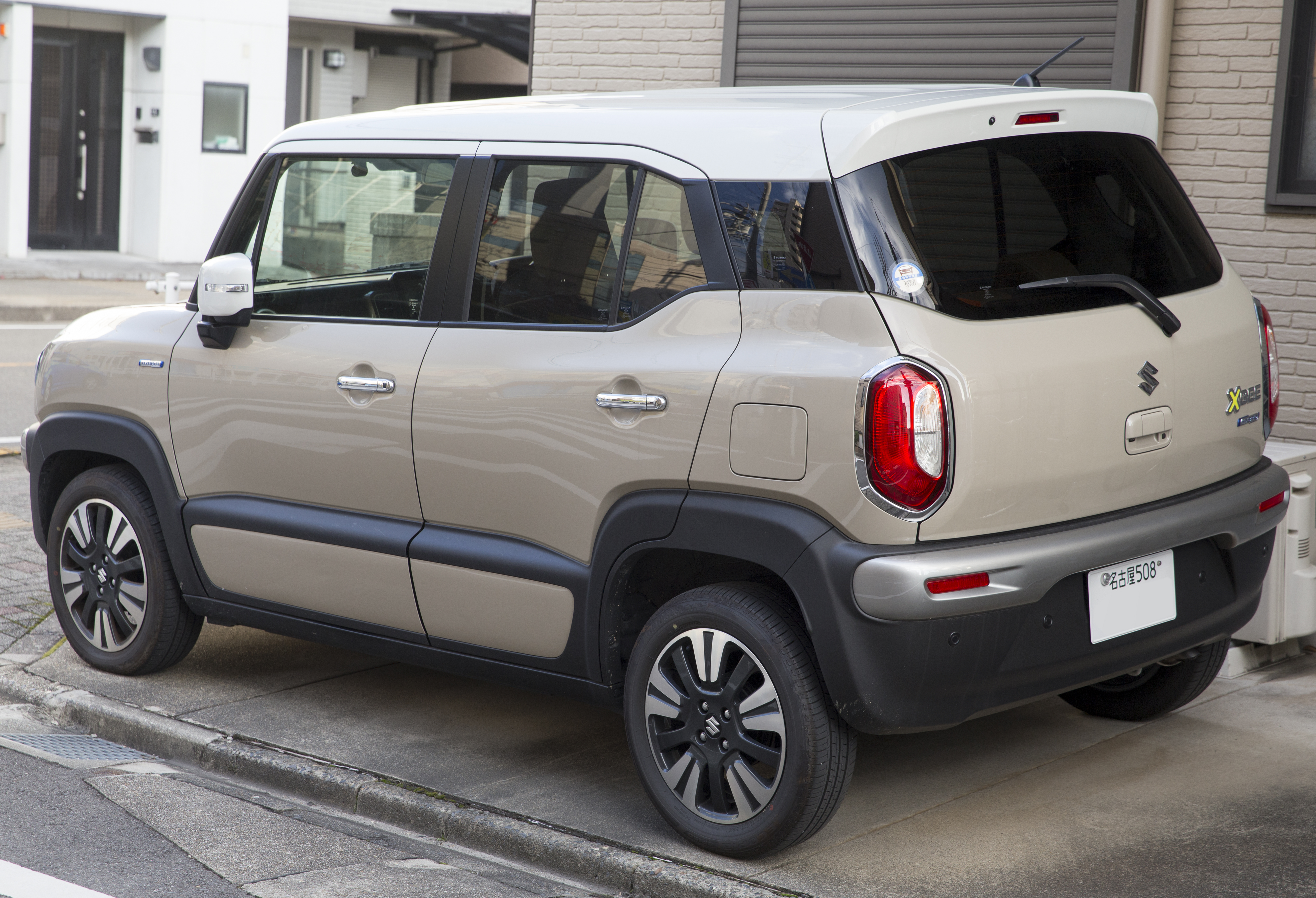
Suzuki Xbee (з 2022)

## Двигун
- 996 cc K10C турбо I3 + WA05A ISG, сукупна потужність 101 к.с. 210 Нм

## Продажі
| Рік  | Японія |
| ---- | ------ |
| 2017 | 1586   |
| 2018 | 30 624 |
| 2019 | 24 108 |
| 2020 | 15 546 |
| 2021 | 12 401 |
| 2022 | 12 315 |
| 2023 | 13 356 |
| 2024 | 12 592 |